# Claus Kreul
Claus Kreul (* 26. Mai 1944 in Erlbach im Vogtland; † 7. Februar 2024) war Fußballspieler in der DDR-Oberliga für den FC Karl-Marx-Stadt und Wismut Aue. Später trainierte er verschiedene DDR-Oberligamannschaften und fungierte beim DFV bis zu dessen Auflösung als Auswahltrainer.

## Sportliche Laufbahn
Claus Kreul spielte von 1955 bis 1963 bei der BSG Traktor Erlbach und wechselte danach zum Oberligisten FC Karl-Marx-Stadt. Am 30. Mai 1965, dem 24. Spieltag der Spielzeit 1964/65, bestritt er als rechter Verteidiger erstmals ein Spiel in der höchsten DDR-Spielklasse. Der 1,72 m große Abwehrspieler gewann mit dem FCK 1967 die DDR-Meisterschaft, absolvierte allerdings nur neun der 26 Punktspiele. Bis zu seinem Abschied in Karl-Marx-Stadt wurde er während sechs Spielzeiten in 51 Oberligaspielen eingesetzt, dazu in zwei Europapokalspielen. Zu Beginn der Saison 1969/70 wechselte Kreul zum Bezirksrivalen Wismut Aue. Bis zum Ende seiner aktiven Laufbahn 1972 kam er dort noch einmal auf 33 Oberligaeinsätze, sodass er insgesamt 84 Oberligaspiele aufweisen kann. Als etatmäßiger Verteidiger schoss er in seiner Oberligazeit zwei Punktspieltore für den FC Karl-Marx-Stadt.

## Trainerlaufbahn
In der Folgezeit arbeitete Kreul, gelernter Holzblasinstrumentenbauer und als Diplomsportlehrer ausgebildet, als Fußballtrainer. Seine erste Station war der Zweitligist Wismut Gera, dem er in der Saison 1975/76 jedoch nicht zum erhofften Oberligaaufstieg verhelfen konnte. Im Sommer 1976 übernahm Kreul den Oberligaabsteiger Energie Cottbus, konnte dort aber auch in zwei Jahren nicht die Zielstellung Wiederaufstieg realisieren.
Trotzdem erhielt er im Frühjahr 1982 die Chance, mit dem 1. FC Magdeburg erstmals eine Oberligamannschaft zu trainieren. Er übernahm die Mannschaft während der laufenden Saison nach dem 18. Spieltag als Nachfolger des entlassenen Klaus Urbanczyk. Doch auch er konnte den FCM nicht wie erhofft in die Spitzengruppe der Oberliga bringen, sodass die Magdeburger nach zehn Jahren erstmals nicht im Europapokal vertreten waren. Die Oberligasaison 1982/83 verlief für den Klub nicht besser, wie im Vorjahr wurde nur Platz sechs erreicht. Im DDR-Pokalwettbewerb gelang es Kreul jedoch, den 1. FC Magdeburg zu seinem siebenten Pokalgewinn zu führen. Nach zwei weiteren Spielzeiten mit jeweils fünften Oberligaplätzen wurde Kreuls Tätigkeit in Magdeburg nach Abschluss der Saison 1984/85 beendet.
Im Sommer 1985 übernahm Kreul den Oberligisten F.C. Hansa Rostock als Trainer. Nach einem 10. Platz in der vorherigen Saison konnte die Zielstellung nur der Klassenerhalt lauten. Dies gelang nicht, nach der Saison 1985/86 stand Hansa als Absteiger fest, und Kreul wurde nach nur einer Spielzeit von Werner Voigt abgelöst. Kreul wurden häufig veraltete Trainingsmethoden vorgeworfen, die vor allem durch harte Konditionseinheiten geprägt waren.
Im Anschluss war Kreul beim DFV tätig. So trainierte er beispielsweise im Vorwendesommer die DDR-Juniorenauswahl bei den Jugendwettkämpfen der Freundschaft. Im Bezirk Gera belegte er mit der U-18 den 3. Rang.
Sein letztes Engagement als Trainer absolvierte Kreul beim Haldensleber SC, welchen er in der fünftklassigen Verbandsliga Sachsen-Anhalt drei Jahre lang betreute. In der Saison 1999/2000 erreichte er mit seiner Mannschaft den zweiten Platz.